# Clips4Sale
Clips4Sale es un sitio web estadounidense de venta de contenido de vídeo para adultos, reconocido por el contenido fetichista. Se lanzó en el verano de 2003. Clips4Sale es uno de los sitios de clips más grande de Internet, con más de 7 millones de clips y 105 000 productores de contenido independientes en su plataforma. Tiene su sede en el estado de Florida (Estados Unidos).
En 2021, Clips4Sale fue adquirida por Centro Ventures, una red de influencers para adultos. Un año más tarde, el 22 de agosto de 2022, Clips4Sale cambió de marca con un nuevo rediseño y logotipo.
Una parte significativa del mercado de Clips4Sale ha venido de los consumidores de pornografía amateur. Algunas modelos en Clips4Sale han actuado previamente en sitios webcam, y lo vieron como una oportunidad para una fuente adicional de ingresos mediante la comercialización de videos pornográficos de sí mismas.
Clips4Sale ha sido referenciada por el entretenimiento convencional y la industria musical cuando temas relacionados con el fetichismo han estado en las noticias.